# Прадавній жах
Прадавній жах (англ. Eldritch Horror) — кооперативна пригодницька настільна гра для 1-8 гравців, створена за мотивами творів Говарда Лавкрафта та натхненна класичною настільною грою «Жах Аркгема» (англ. Arkham Horror).
Створена дизайнерами настільних ігор Ніккі Валенс та Корі Конєчкою. Випущена у 2013 році англійською мовою видавцем Fantasy Fight Games (FFG). З 2014 року випускаються доповнення до гри. Входить до циклу Arkham Horror Files. В Україні гра локалізована видавництвом Geekach Games.
Гру відносять до умовного жанру настільних ігор амерітреш (англ. Ameritrash) через високу розвиненість тематики гри, глибину персонажів і їх особистих здібностей та через великий вплив випадковості внаслідок кидків кубиків.
Гра була розроблена як полегшений варіант класичної настільної гри «Жах Аркгема» за мотивами творів Лавкрафта, події якої відбуваються в межах міста Аркгем (та його околицях у доповненнях до гри). «Древній Жах» вимагає менше часу для завершення партії та має менший даунтайм, порівняно з «Жахом Аркгема», при цьому використовує схожу механіку гри.
Гравці беруть на себе роль дослідників, які спільно розслідують дивні та жахливі події, що відбуваються у світі в 20-х роках ХХ століття. По всій планеті відкриваються ворота в інші світи, через які на Землю намагаються проникнути монстри, а Стародавні провокують різноманітні катаклізми. Невдале протистояння дослідників може призвести до пробудження одного зі Стародавніх. Щоб врятувати світ та себе, гравці повинні вступити з ним у бій.
Головна ціль гри: не допустити пришестя Древнього зла в особі Стародавнього. Для цього гравці повинні вирішувати таємниці, закриваючи ворота в інші світи, винищуючи монстрів та ін. При невдачі, гравці мають знищити Стародавнього, що пробудився.

## Комплектація гри
Базовий набір гри «Древній Жах» включає в себе:
- Довідник
- Правила гри
- Пам’ятки
- Ігрове поле
- Картки дослідників, їх фішки та пластикові підставки
- Картки Стародавніх
- Карти контактів
- Карти міту
- Карти таємниць
- Карти артефактів
- Карти активів
- Карти станів
- Карти заклять
- Жетони воріт в інші світи
- Жетони монстрів
- Жетони фізичного і психічного здоров’я, морські і залізничні квитки, жетони підвищення навичок та інші специфічні жетони
- Гральні кубики

В грі використовуються карти двох розмірів: Standard American Card Size (2 1/4" x 3 1/2") та Mini American Card Size (1 5/8" x 2 1/2»).

## Ігровий процес
Кожен раунд гри складається з трьох фаз:

#### Фаза дій
Кожен гравець може виконати до двох різних дій:
- Подорож — дослідник переміщується в сусідню локацію по вибраному шляху;
- Приготування до подорожі — дослідник отримує один квиток на залізничний чи морський транспорт;
- Отримання активів— дослідник проходить перевірку своїх навичок за допомогою кидка кубиків і, в разі успіху, може придбати активи;
- Відпочинок — дослідник, що знаходиться в локації без монстрів, може відновити по одиниці фізичного та психічного здоров’я;
- Обмін — двоє дослідників в одній локації можуть обмінятись своїм майном;
- дія компонента — дослідник може виконати дію, яка доступна на наявних в нього картах чи на картці дослідника.

#### Фаза зустрічей
Кожен дослідник повинен провести зустріч у локації, в якій він знаходиться, залежно від її типу чи жетонів на ній. 

#### Фаза міту
Гравці відкривають одну карту міту з колоди, створеної згідно правил на картці Стародавнього, та вносять зміни у гру за вказівками на щойно відкритій карті.

## Доповнення
Компанією Fantasy Fight Games було видано такі доповнення до гри:
- Eldritch Horror: Mountains of Madness (2014)
- Eldritch Horror: Forsaken Lore (2014)
- Eldritch Horror: Under the Pyramids (2015)
- Eldritch Horror: Strange Remnants (2015)
- Eldritch Horror: Signs of Carcosa (2016)
- Eldritch Horror: The Dreamlands (2017)
- Eldritch Horror: Cities in Ruin (2017)
- Eldritch Horror: Masks of Nyarlathotep (2018)

## Нагороди
Golden Geek Awards 2013 — претендент в номінації «Краща тематична настільна гра» та «Краще оформлення».
Dice Tower Awards 2013 — перемога в номінації «Краще оформлення», претендент в номінації «Настільна гра року», «Краща кооперативна гра», «Краща тематична настільна гра»